# Mord ohne Sühne
Mord ohne Sühne ist ein deutscher Spielfilm des Jahres 1962 aus dem DEFA-Studio für Spielfilme von Carl Ballhaus, für den der Roman Im Namen des Volkes? von Theo Harych  aus dem Jahr 1958 als Vorlage diente.

## Handlung
Im November 1924 findet der Bauer Hansen in der Palinger Heide, in einem Kaninchenbau, bei einer Jagd mit seinem Frettchen, die Leiche eines kleinen Jungen. Er informiert den Oberlandjäger Heinz Lippert in Schönberg, der das an den Polizeirat seiner übergeordneten Dienststelle in Neustrelitz weitermeldet und von dort den Befehl erhält, den Fall allein zu untersuchen, da es nicht möglich ist, eine Mordkommission zu schicken. Auftragsgemäß beginnt der Oberlandjäger mit den Zeugenvernehmungen, die ergeben, dass nur der polnische Landarbeiter Josef Jakubowski kein Alibi für den Zeitraum des Mordes an dem kleinen Ewald Nogens hat. Bei Ewald handelt es sich um seinen Sohn, dessen Mutter bereits verstorben ist und in deren Familie er aufwuchs. Nachdem Lippert den Verdächtigen Jakubowski verhaftet hat und diese Meldung dem zuständigen Staatsanwalt Becker überbringt, zeigt dieser sich zufrieden, vor allem, weil es sich hier um einen, der von vielen verhassten Polen handelt. Die angedeuteten Zweifel Lipperts an der Schuld Jakubowskis ignoriert der Staatsanwalt.
Bei der folgenden Gerichtsverhandlung stellt sich heraus, dass der tatsächliche Vater Ewalds der Bauer Hansen ist, der mit der noch minderjährigen Isa Nogens das Kind zeugte. Damit das nicht bekannt wird, erpresste der Bauer den bei ihm beschäftigten Landarbeiter Jakubowski, die Vaterschaft auf sich zu nehmen und Unterhalt für das Kind zu zahlen, da er sonst nach Polen abgeschoben würde. Durch diese Erkenntnis vor dem Gericht verhärtet sich der Verdacht auf Jakubowski noch mehr, denn durch den Tod wurde er das Kind los, das nicht seins war und er braucht keinen Unterhalt mehr zu zahlen. Bei den Verhören im Gerichtssaal kommt es zu Schwierigkeiten, da der Angeklagte die deutsche Sprache nicht beherrscht und ihm ein Dolmetscher verweigert wird. So können manche seiner Aussagen gegen ihn verwendet werden. Der Oberlandjäger Lippert spricht sich vor dem Gericht nur positiv über den Angeklagten aus und meldet noch einmal Zweifel an der Schuld Jakubowskis an. Der Arzt, der die Obduktion durchführte, bestätigt erneut den möglichen Zeitrahmen des Todes des Kindes. Einige der Zeugenaussagen sprechen, trotz Vereidigung, gegen Jakubowski. 
In der Verhandlungspause meldet sich Frau Dors Mettner, eine Ladenbesitzerin aus Palingen, als Zeugin. Sie erklärt, weshalb Josef Jakubowski kein Alibi für den Zeitraum des Todes Ewalds angegeben hat. Er war zur fraglichen Zeit bei ihr und hat mit ihr, der 29-jährigen Kriegerwitwe, im Bett gelegen. Zum Abschied musste er noch versprechen, dass er Niemandem etwas davon erzählen wird. Doch vor Gericht gibt sie diese Beziehung, im Gegensatz zur Voruntersuchung zu und erwähnt auch, ihn heiraten zu wollen. Der Staatsanwalt verhindert deshalb eine Vereidigung der Zeugin mit der Begründung, dass sie als Verlobte als befangen gilt. In seinem Schlussplädoyer betont er, dass die Tat dem Angeklagten zuzutrauen sei, da er der Einzige ist, der aus dem Tod des kleinen Ewald einen Nutzen ziehen konnte. Der Rechtsanwalt Carl Koch widerlegt alle gegen seinen Mandanten erhobenen Vorwürfe und Josef Jakubowski betont in seinem Schlusswort seine Unschuld. In der am nächsten Tag im Namen des Volkes erfolgten Verkündung des Urteils wird Jakubowski wegen Mordes zum Tode verurteilt.
Während der Oberlandjäger Lippert immer noch von Zweifeln an der Schuld Jakubowskis geplagt wird, erscheint der Zeitungsredakteur und KPD-Landtagsabgeordnete des Freistaates Mecklenburg-Strelitz Rudolf Hartmann und unterhält sich mit ihm über die Erfolgschancen der von Rechtsanwalt Dr. Koch beim Reichsgericht eingereichten Revision des Todesurteils. Leider konnte der den Antrag nur mit formal-rechtlichen Fehlern bei der Prozessführung begründen, doch nur neue Tatsachen können wirklich weiterhelfen. Lippert ist davon überzeugt, dass er bei der Untersuchung des Falles versagt und den Staatsanwalt auf die falsche Spur gehetzt hat. Hartmann überzeugt in dem Gespräch den Oberlandjäger, nach neuen Erkenntnissen zu suchen, der auch umgehend mit den Nachforschungen beginnt, um das Leben des offensichtlich Unschuldigen zu retten. 
Auf dem Marktplatz wird er vom Bauer Hansen zu Frau Lühr geschickt, die am Tattag etwas gesehen haben soll. Im Gespräch gibt sie zu, zur Tatzeit den August Nogens auf dem Fahrrad gesehen zu haben, wo er hätte eigentlich nicht sein dürfen. Weitere Untersuchungen ergeben, dass tatsächlich nur August Nogens der Mörder sein kann. Während eines Besuchs bei der Familie Nogens, bei dem Mutter Nogens gerade die Hochzeit mit dem Landarbeiter Heinrich Blöcker feiert, verstärkt sich seine Vermutung, da nur die gesamte Familie Nogens vom Tod Ewalds als zusätzlichen Kostenfaktor profitiert. Als Heinz Lippert dem Staatsanwalt seine neuesten Erkenntnisse mitteilt, erfährt er, dass das Reichsgericht die Revision des Urteils abgelehnt hat. Einen Haftbefehl für August Nogens lehnt der Staatsanwalt ab und verbietet dem Oberlandjäger jegliche weiteren Unternehmungen in dieser Angelegenheit, denn für ihn ist der Fall Jakubowski erledigt.
Lippert geht umgehend zu dem Gefangenen und fordert ihn auf, ein Gnadengesuch zu schreiben, für das die Landesregierung zuständig ist, um somit Zeit zu gewinnen August Nogens des Mordes zu überführen. Anschließend bittet er den Zeitungsredakteur Rudolf Hartmann, von dem er vorher nicht wusste, dass er für eine kommunistische Zeitung arbeitet, das von ihm recherchierte Material zu veröffentlichen. Nach diesem Druck in der Zeitung, übernimmt auch die bürgerliche Presse diese Informationen, dann einen solchen Skandal lässt sie sich nicht entgehen. Doch der Aufwand führt nicht zum Erfolg, da parteipolitische Überlegungen den Justizminister des Landes Mecklenburg-Strelitz zur Ablehnung des Gnadengesuchs zwingen, obwohl es seit 1918 in dem Land keine Hinrichtung mehr gegeben hat. Aber Lippert gibt nicht auf, obwohl er vom Dienst beurlaubt wird, ein Verfahren gegen ihn läuft und er seiner Frau versprechen muss, nichts mehr zu unternehmen. Mit einer List bringt er, gemeinsam mit Hartmann, August Nogens in die Nähe des Tatortes und drückt ihm eine Puppe in der Größe Ewalds in den Arm. Das war für diesen zu viel und er begibt sich auf die Flucht. Nachdem er eingeholt wird, gibt er, völlig erschöpft, die Ermordung des Jungen zu, was er auch anschließend eigenhändig unterschreibt. Diese Information gibt Rechtsanwalt Dr. Koch an den Staatsanwalt telefonisch weiter, der aber das Gespräch wütend abbricht. Daraufhin fährt Lippert umgehend persönlich nach Neustrelitz, um dem Staatsanwalt das Geständnis direkt zu übergeben. Hier erfährt er, dass dieser nicht zu Hause ist, da die Vollstreckung des Urteils im Februar 1926 plötzlich um einen Tag vorgezogen wurde. 
Nach der Machtübernahme durch die Nationalsozialisten in Deutschland ist aus dem Staatsanwalt Becker ein Oberstaatsanwalt geworden, der Heinz Lippert noch immer verfolgt. Als dieser in seiner Wohnung verhaftet werden soll, aber nicht angetroffen wird, da er sich auf seiner Arbeitsstelle als Waldarbeiter befindet, erhält ein SA-Trupp den Auftrag ihn dort festzunehmen. Da er rechtzeitig gewarnt wird, kann er, mit Hilfe seiner Kollegen, rechtzeitig flüchten und sich in den Untergrund begeben. Eine Flucht in das Ausland lehnt er ab, da er in Deutschland noch gebraucht wird.

## Produktion und Veröffentlichung
Mord ohne Sühne wurde unter den Arbeitstiteln Der Fall Jakubowski, Im Namen des Volkes und Mordprozeß Jakubowski als Schwarzweißfilm gedreht und hatte seine Premiere am 28. Mai 1962 im Berliner Kino Babylon. 
Der Film erzählt eine wahre Geschichte, die Friedrich Karl Kaul für seine Reihe Fernsehpitaval recherchierte und die vom Deutschen Fernsehfunk unter dem Titel Fernsehpitaval: Der Fall Jakubowski bereits 1959 gedreht und gesendet wurde. Der Verteidiger Dr. Carl Koch, in dem DEFA-Film Mord ohne Sühne von Wilhelm Koch-Hooge dargestellt, wurde, nach mehreren Jahren zwischen 1914 und 1933 als Bürgermeister seiner Heimatstadt Schönberg erneut nach dem Zweiten Weltkrieg 1945 vom sowjetischen Kommandanten zum Bürgermeister berufen. Im Jahr 1946 wurde er als Vorsitzender des Kreistages gewählt.
Der gleiche Fall wurde noch einmal im Jahr 1964 vom ZDF unter dem Titel Der Fall Jakubowski – Rekonstruktion eines Justizirrtums verfilmt und ausgestrahlt.

## Kritiken
Die Berliner Zeitung weist auf die besonderen Vorzüge des Films hin, die aus der guten Besetzung, der interessanten Kameraführung und dem unheimlichen Tempo herrühren.
Im Neuen Deutschland schreibt E. Mollenschott, dass mit der Besetzung des Landarbeiters Jakubowski durch den polnischen Schauspieler Wojciech Siemion, der entscheidende Griff für das Gelingen des Films gelungen ist. In seiner Rolle wirkte er so echt und überzeugend, dass die Begegnung mit ihm auf der Leinwand zu einem aufwühlenden Erlebnis wird.
H. U. betont in der Neuen Zeit den dokumentarisch begründeten Charakter des Films, von dem trotzdem starke emotionale Wirkungen ausgehen. Positive Auswirkungen hatte auch, dass die vielen bekannten Schauspieler nicht auf ihren Typ festgelegt wurden, sondern zu einer gelösten Darstellung finden konnten.
Das Lexikon des internationalen Films schreibt, dass es sich hier zwar um einen gesellschaftskritischen Film mit guten Schauspielern und historischem Hintergrund handelt, jedoch wegen der oft hölzernen Regie eine emotionale Beteiligung der Zuschauer nicht aufkommt.